# Павильон № 4 «Кыргызстан» на ВДНХ
Павильон «Кыргызстан» — четвёртый павильон ВДНХ, построенный в 1952—1954 годах.

## История
Павильон изначально носил название «Эстонская ССР» и был построен по проекту архитекторов Х. А. Армана, Аугуста Вольберга и Петера Тарваса в 1952—1954 годах. При послевоенной реконструкции ВДНХ было принято решение о строительстве отдельных павильонов для каждой из трёх прибалтийских республик, тогда как в 1941 году для них существовал общий павильон. Здание в плане являет собой прямоугольник с асимметрично пристроенным портиком. В отделке были использованы породы камня, добываемые в Эстонии (к примеру, колонны портика облицованы эстонским мрамором). Парадный фасад украшен майоликовым панно, на остальных фасадах расположены барельефы с эстонскими народными орнаментами и изображениями представителей трудовых профессий (рабочих, рыбаков и колхозниц), а также животных и сельскохозяйственных культур. Архитектурное оформление павильона сходно с кинотеатром «Sõprus» (эст. «Дружба») в Таллине, построенным тем же коллективом архитекторов.

Барельефы с трудящимися Советской Эстонии
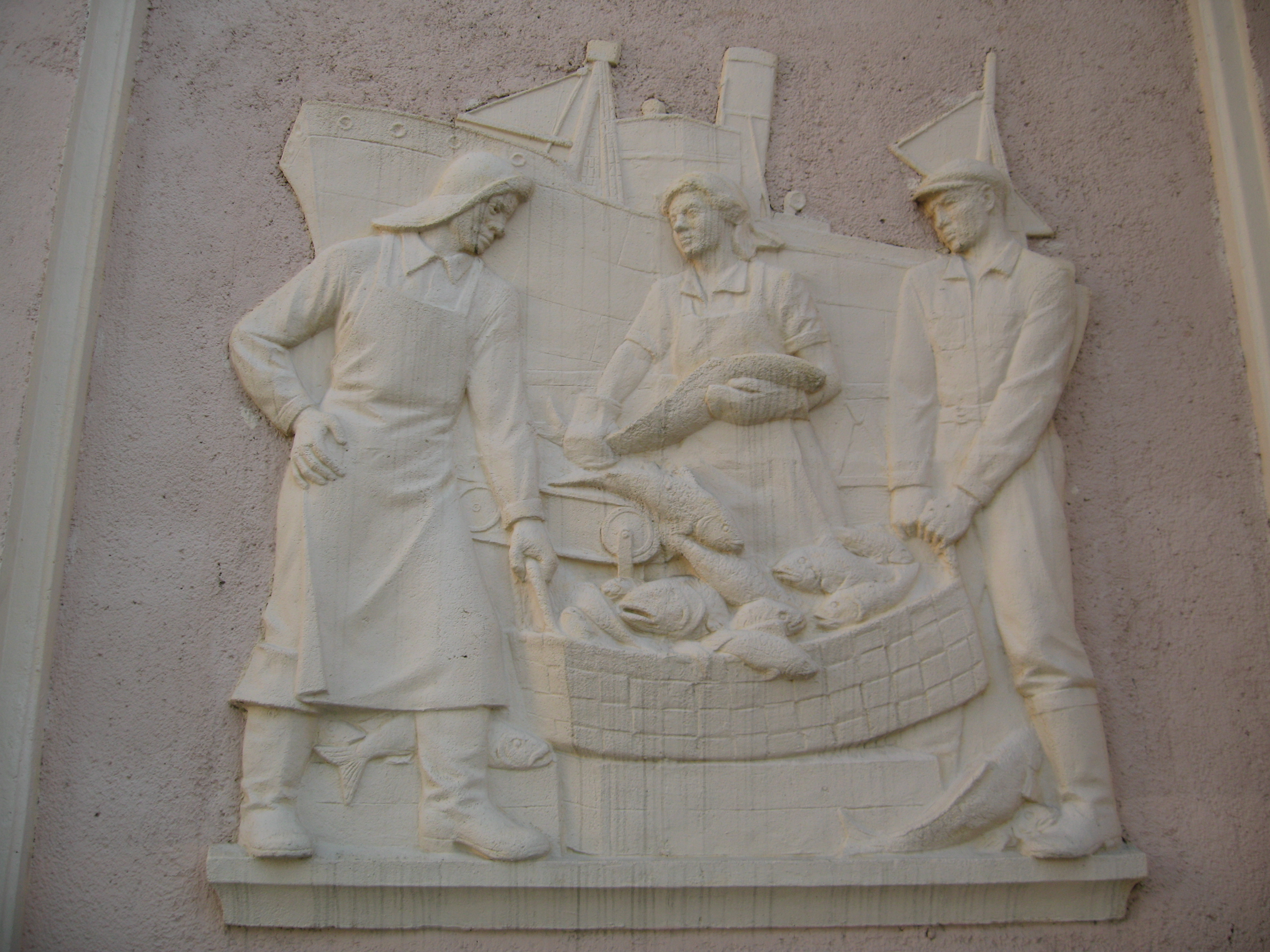
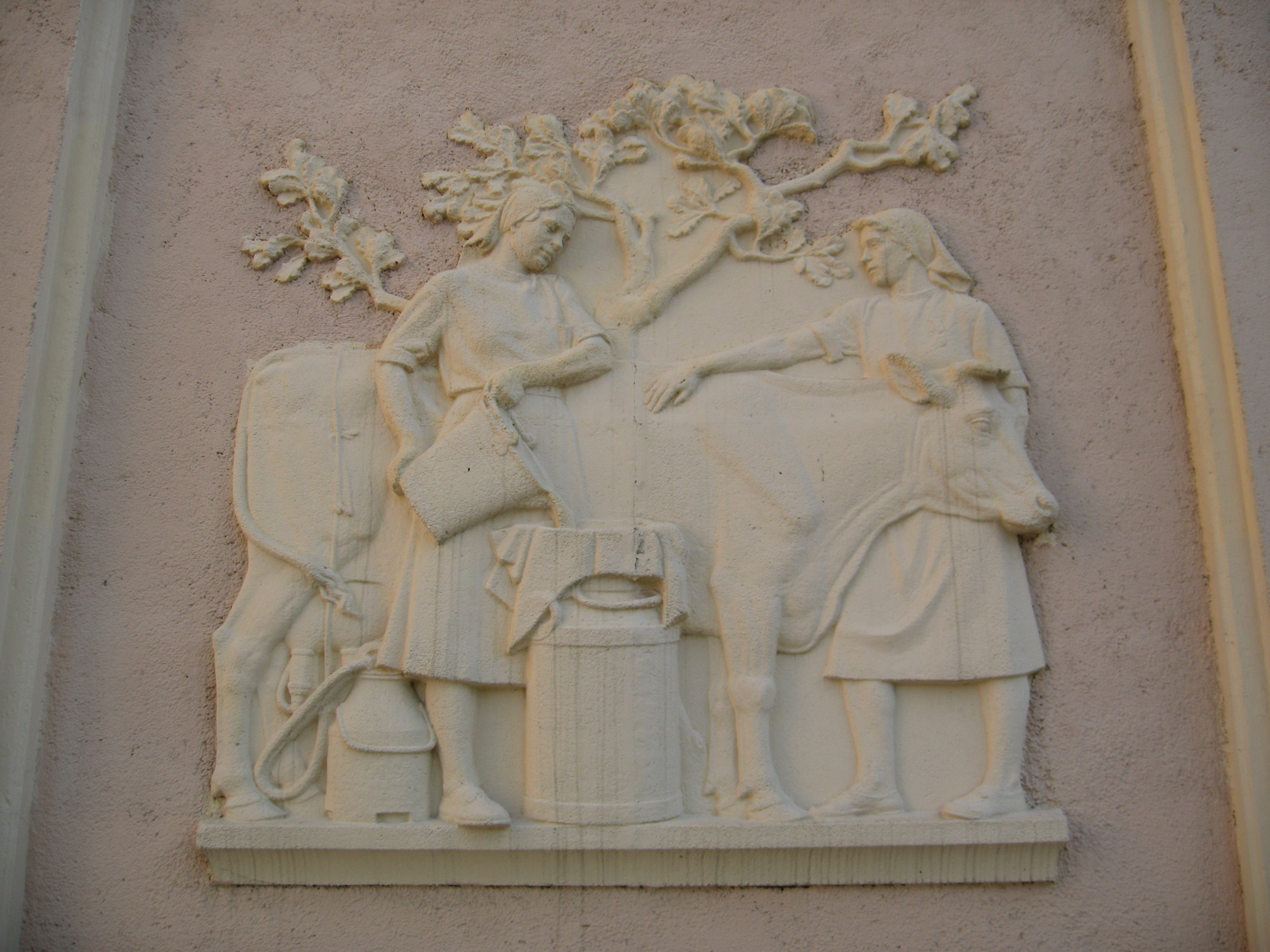
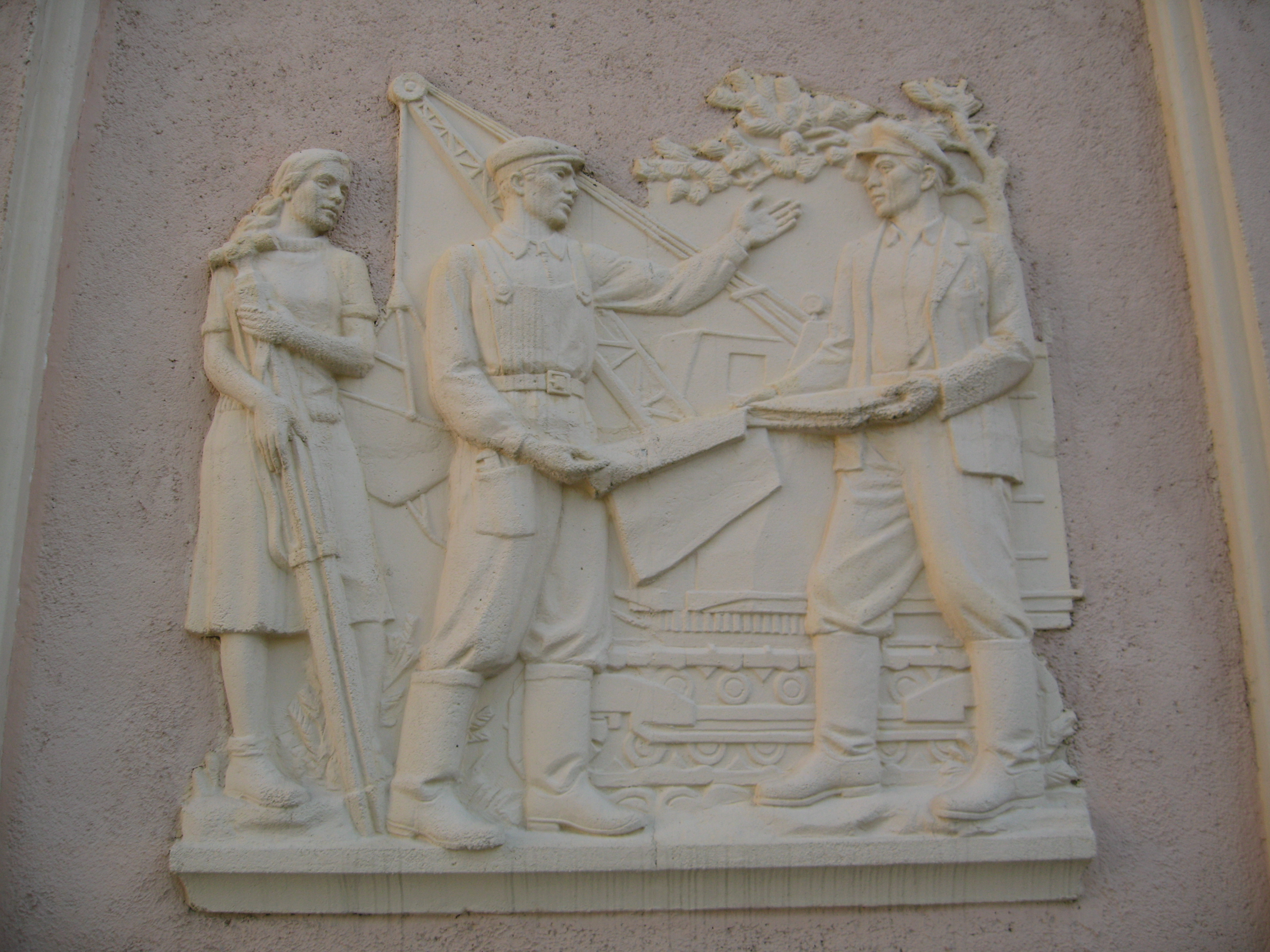
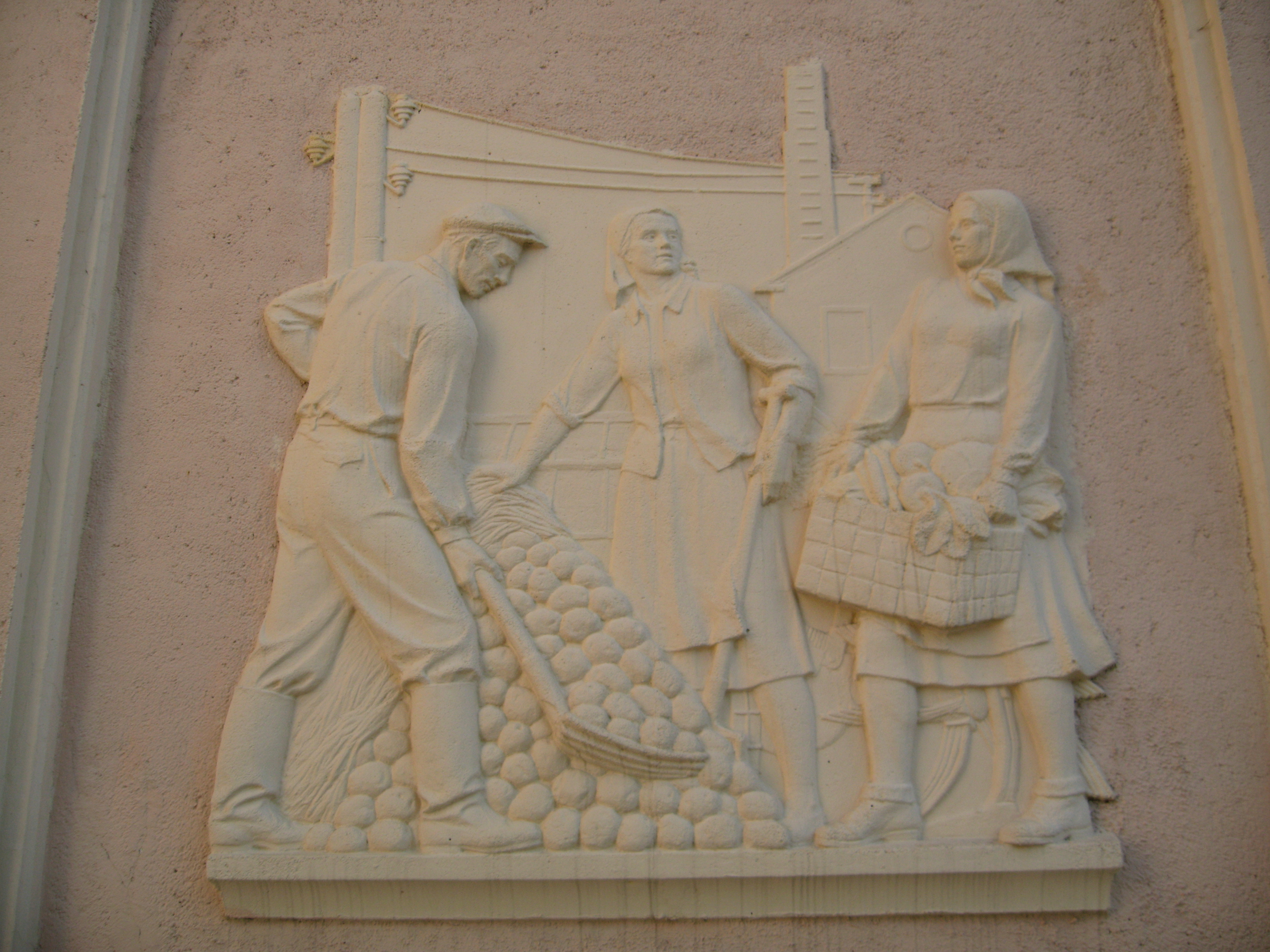
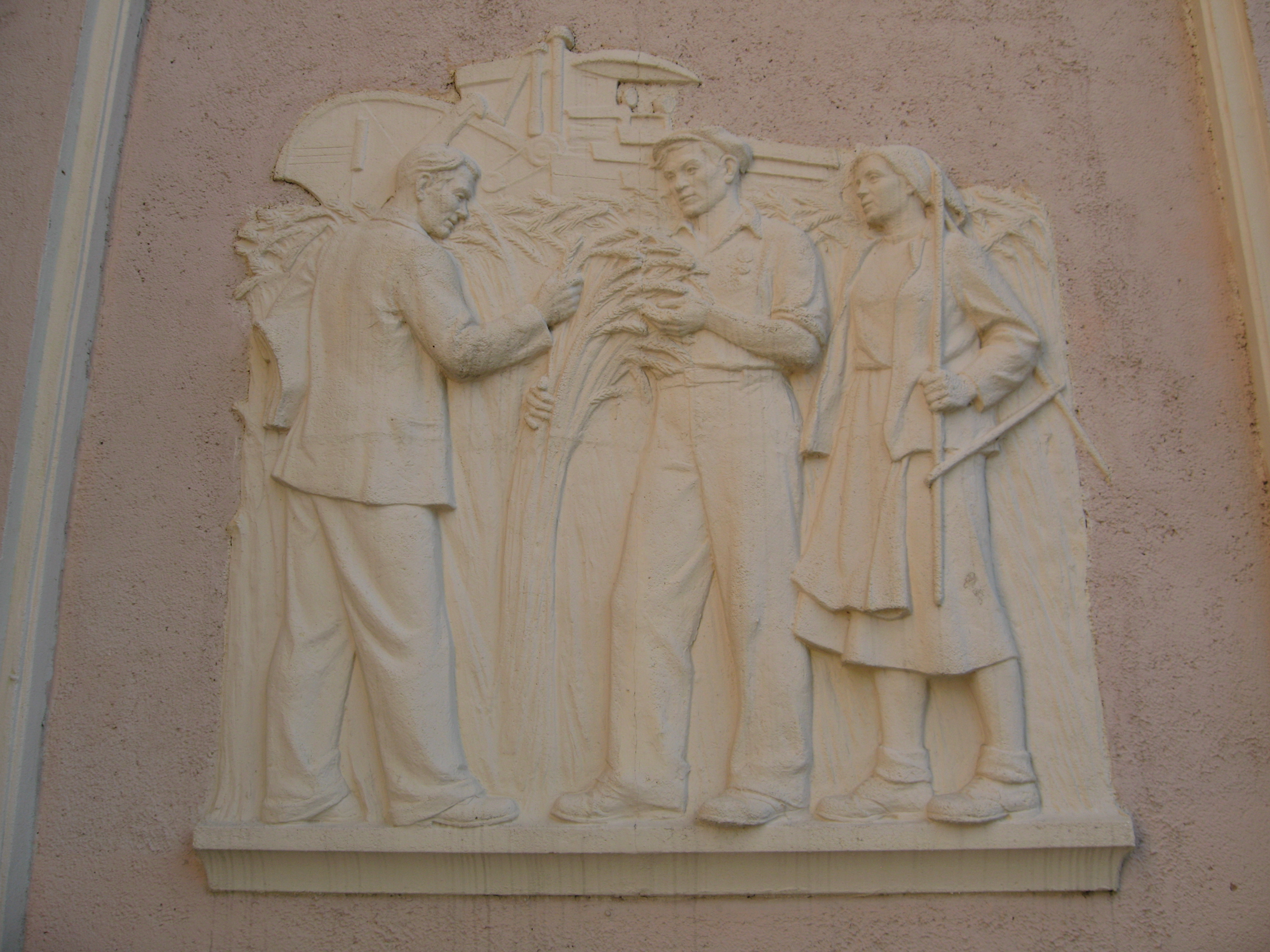

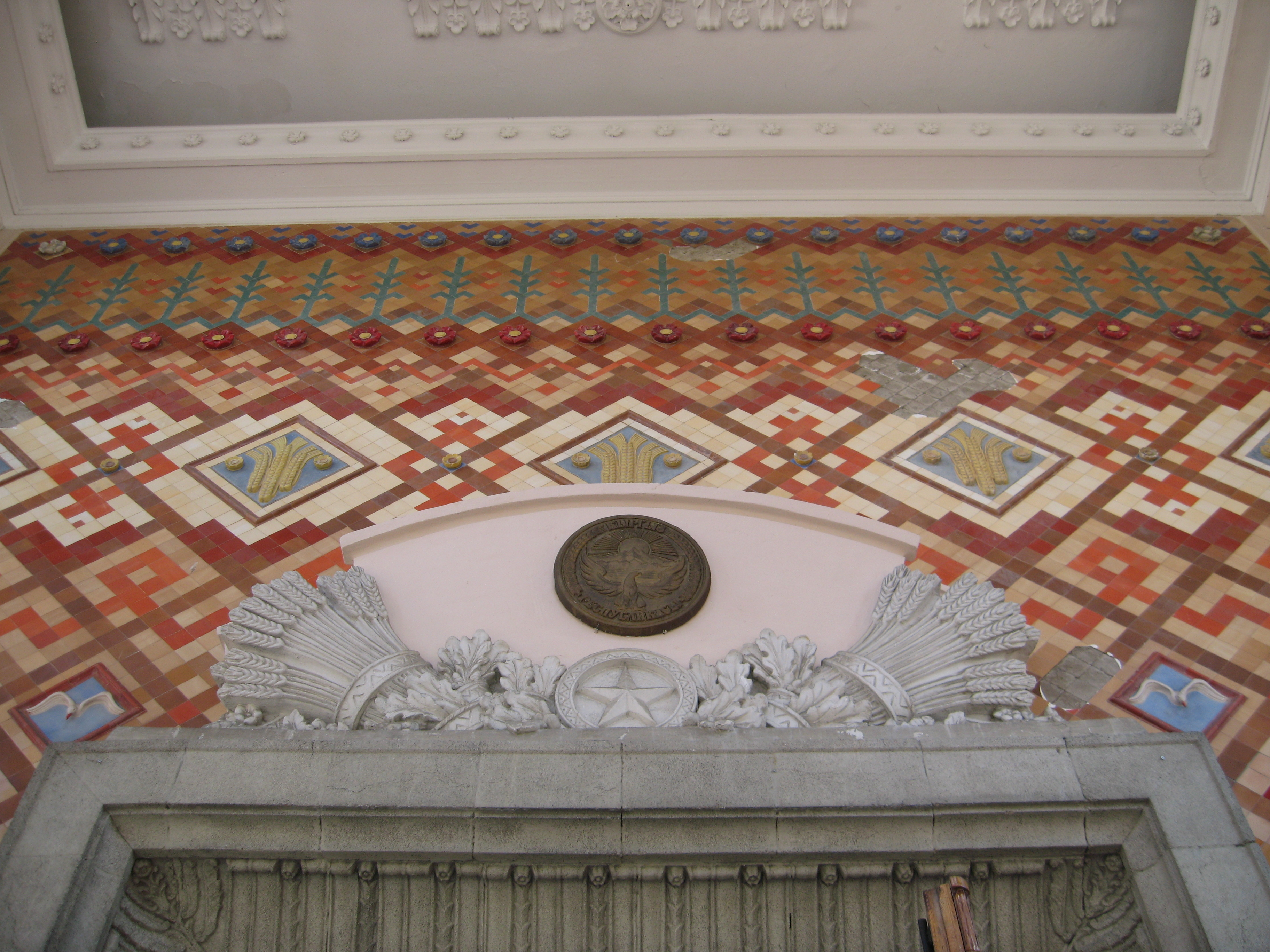
Эстонский национальный орнамент и герб Кыргызстана под портиком входа

Первая экспозиция павильона была посвящена достижениям Эстонской ССР в сфере сельского хозяйства, культуры и, особенно, промышленности. К примеру, в экспозиции демонстрировались образцы продукции различных промышленных предприятий республики. В 1964 году павильон был переименован в «Биологию», и тематика его экспозиции была полностью изменена в соответствии с новым названием, при сохранении внешнего облика здания. Новая экспозиция состояла из девяти разделов: «Природные биологические ресурсы страны, из изучение, охрана и освоение», «Общая микробиология», «Цитология», «Общая биохимия», «Молекулярная биология», «Химия природных биологически активных соединений», «Генетика и генетические селекции», «Физиология и биохимия растений» и «Физиология человека и животных». В 1990-е годы экспозиция была упразднена.
17 сентября 2010 года между правительствами России и Кыргызстаном было подписано соглашение о создании на ВДНХ торгово-выставочного центра «Кыргызстан», под который был выделен павильон № 4 и передан в аренду на 50 лет. В павильоне планируется разместить экспозицию, посвящённую истории и культуре Кыргызстана, но до настоящего времена эта идея не реализована, так как не проведена реставрация павильона. В 2016 году павильон был передан на баланс Министерства экономики Кыргызстана.